# Jean Reynaudon
Jean Reynaudon, né le 17 mars 1917 à Plottes et fusillé le 19 juillet 1947 au Fort de Montessuy à Caluire-et-Cuire, est un milicien français, membre (chef intérimaire) du 2e service dirigé par Paul Touvier.
D'abord inspecteur de police, il est révoqué par Vichy pour cause de trafic de faux-papiers délivrés à des Juifs. Pour échapper à une condamnation, il s'engage dans la milice (probablement fin 1943 - début 1944) avec laquelle il se livre à une série d'exactions.

## Biographie

### Démantèlement de l'imprimerie clandestine de la rue Viala
Le 17 juin 1944, il prend la tête d'un escadron de 150 miliciens, barrant la rue Viala de Lyon, soutenant ainsi la Gestapo. L'opération est destinée à démanteler l'imprimerie clandestine d'André Bollier. L'ensemble de l'équipe d'André Bollier et lui-même sont tués, à l'exception de Marie Guézennec (Marie Morat).

### Exécution des otages de Rillieux
Il est a minima responsable de l'arrestation d'Émile Zeizig, le 28 juin 1944. Il est également responsable du pillage du magasin d'Émile Zeizig, à Sainte-Foy-lès-Lyon, les 28 et 29 juin 1944, fait qu'il reconnaît dans une lettre adressée à Joseph Darnand :

« Nous avons saisi trois millions de francs de marchandises diverses chez un juif. Celui-ci a été exécuté par nos soins, en représailles de l'assassinat de Philippe Henriot. »

— Jean Reynaudon, le 18 juillet 1944,
Le 29 au matin, c'est lui qui achève chacun des sept otages, d'un tir de pistolet dans la nuque.

### Fuite, arrestation et procès
À l'instar d'Henri Gonnet, Reynaudon fut condamné à mort le 12 février 1947 puis fusillé au Fort de Montessuy de Caluire le 19 juillet 1947 à 8 heures 32.
D'abord inhumé dans le carré des condamnés du cimetières de La Guillotière à Lyon, son corps fut transféré le 17 janvier 1948 au cimetière de Caluire-et-Cuire.